# Teleskop powietrzny

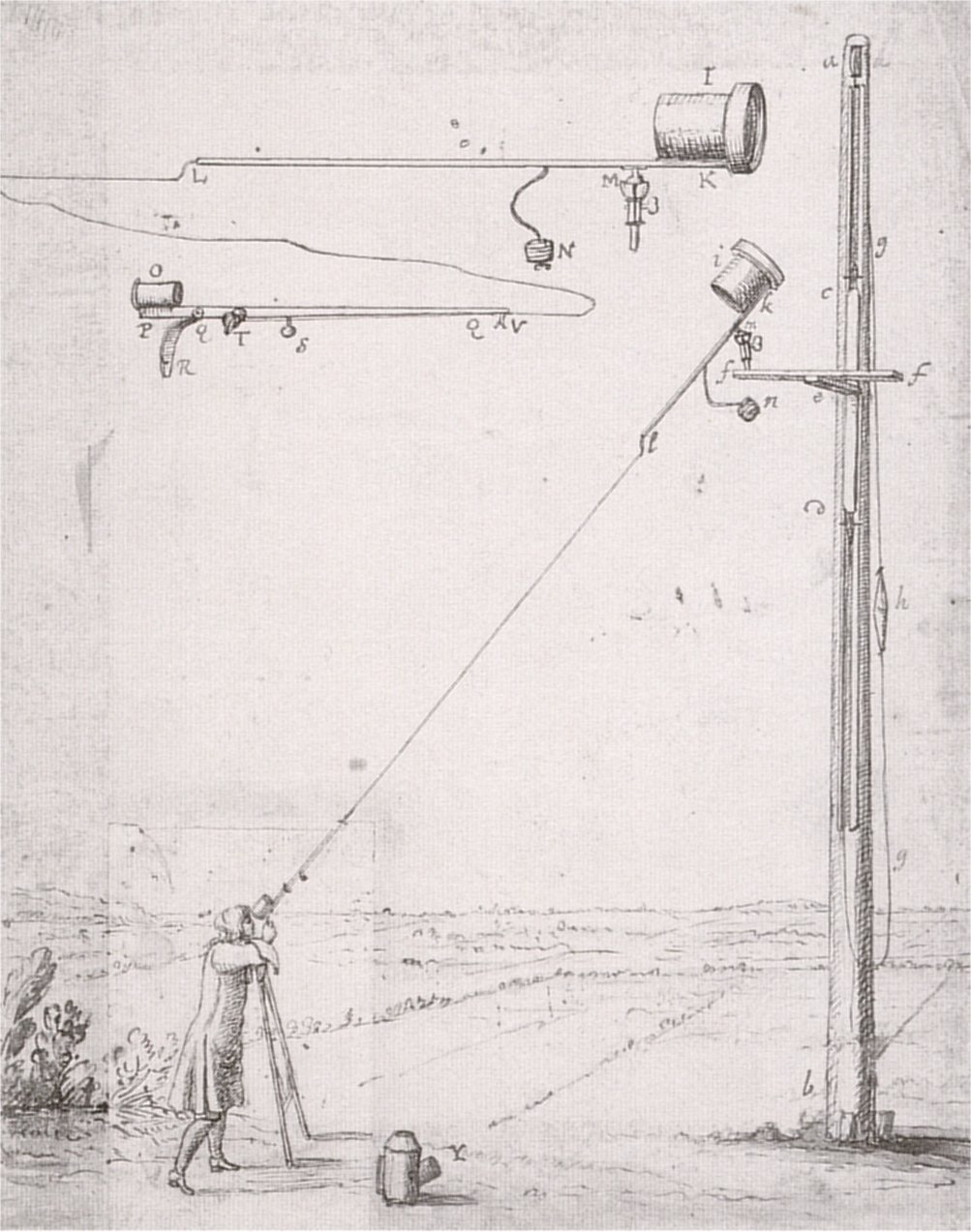
Teleskop Huygensa o ogniskowej 64 m z obiektywem poruszanym za pomocą linki

Teleskop powietrzny (ang. aerial telescope) – odmiana ekstremalnie długoogniskowego refraktora pozbawionego tubusu, używanego w II połowie XVII wieku.
Obiektyw teleskopu (w postaci pojedynczej soczewki) umieszczony był w ruchomej oprawie, przymocowanej poprzez przegub kulowy do szczytu wysokiego słupa lub wieży. Oprawa ta połączona była naprężoną linką lub sztywnym prętem z okularem, trzymanym w ręce przez stojącego na ziemi obserwatora. Obserwator zmieniając swoje położenie mógł obracać obiektywem, kierując teleskop na wybrany fragment sfery niebieskiej. Wynalezienie tego rodzaju teleskopu przypisuje się holenderskiemu astronomowi i fizykowi Christiaanowi Huygensowi i jego bratu Constantijnowi, ale nie ma co do tego absolutnej pewności.
Teleskopy powietrzne (wraz z innymi stosowanymi w zbliżonym czasie ekstremalnie długoogniskowymi refraktorami) były próbą eliminacji aberracji chromatycznej i aberracji sferycznej, ograniczającej użyteczność instrumentów wyposażonych w obiektyw w postaci pojedynczej soczewki. Ponieważ soczewki o bardzo małej światłosile są praktycznie wolne od obu aberracji, więc zastosowanie obiektywu o bardzo dużym stosunku ogniskowej do średnicy powinno znacząco poprawić jakość obrazów. Rozwiązanie takie stosował m.in. Jan Heweliusz, który skonstruował lunetę o ogniskowej około 40 metrów, zawieszoną na skomplikowanym systemie ramion i lin. Budowa dostatecznie sztywnego tubusu w przypadku tak długiej lunety była niezwykle trudna i nawet najmniejszy podmuch wiatru sprawiał, że cała konstrukcja wpadała w drgania utrudniające, a nawet uniemożliwiające prowadzenie obserwacji. Wady tej w dużym stopniu pozbawiony był teleskop powietrzny, w którym tubus został wyeliminowany (współczesne średniej i dużej wielkości teleskopy najczęściej również nie posiadają zamkniętego tubusu, który zastąpiony jest w nich ażurową konstrukcją kratownicową, wynika to jednak przede wszystkim z potrzeby zminimalizowania ich ciężaru).

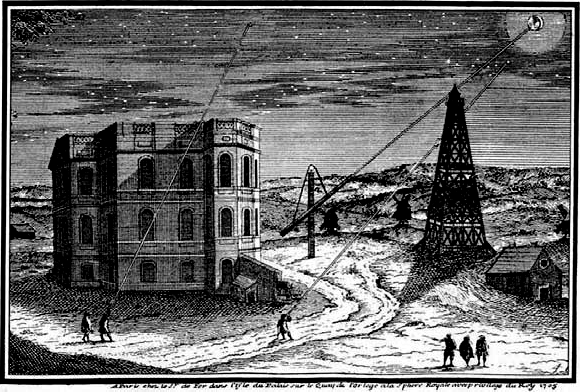
Długoogniskowe teleskopy Obserwatorium paryskiego

Ogniskowe teleskopów powietrznych przekraczały często 50 m. Huygens twierdzi, że w 1686 roku wraz z bratem zbudowali dwa teleskopy o średnicach obiektywów 200 mm i 220 mm oraz ogniskowych odpowiednio 52 m i 64 m. Adrien Auzout wykonał teleskopy o ogniskowych 90 m i 180 m.
Celowanie takim teleskopem na obiekt było zadaniem niezwykle trudnym. Do zgrubnego wycelowania na jasne obiekty (np. planety) używano ekranu w postaci natłuszczonego, półprzezroczystego kawałka papieru. W przypadku słabszych obiektów pomagano sobie obserwując odbicie światła lampy od tylnej powierzchni obiektywu.
Znaczenie tego typu teleskopów zmniejszyło się z chwilą upowszechnienia wynalezionych pod koniec XVII wieku teleskopów zwierciadlanych, a ostateczny kres ich istnieniu położyło wynalezienie w połowie XVIII wieku obiektywu achromatycznego.